# Гдов

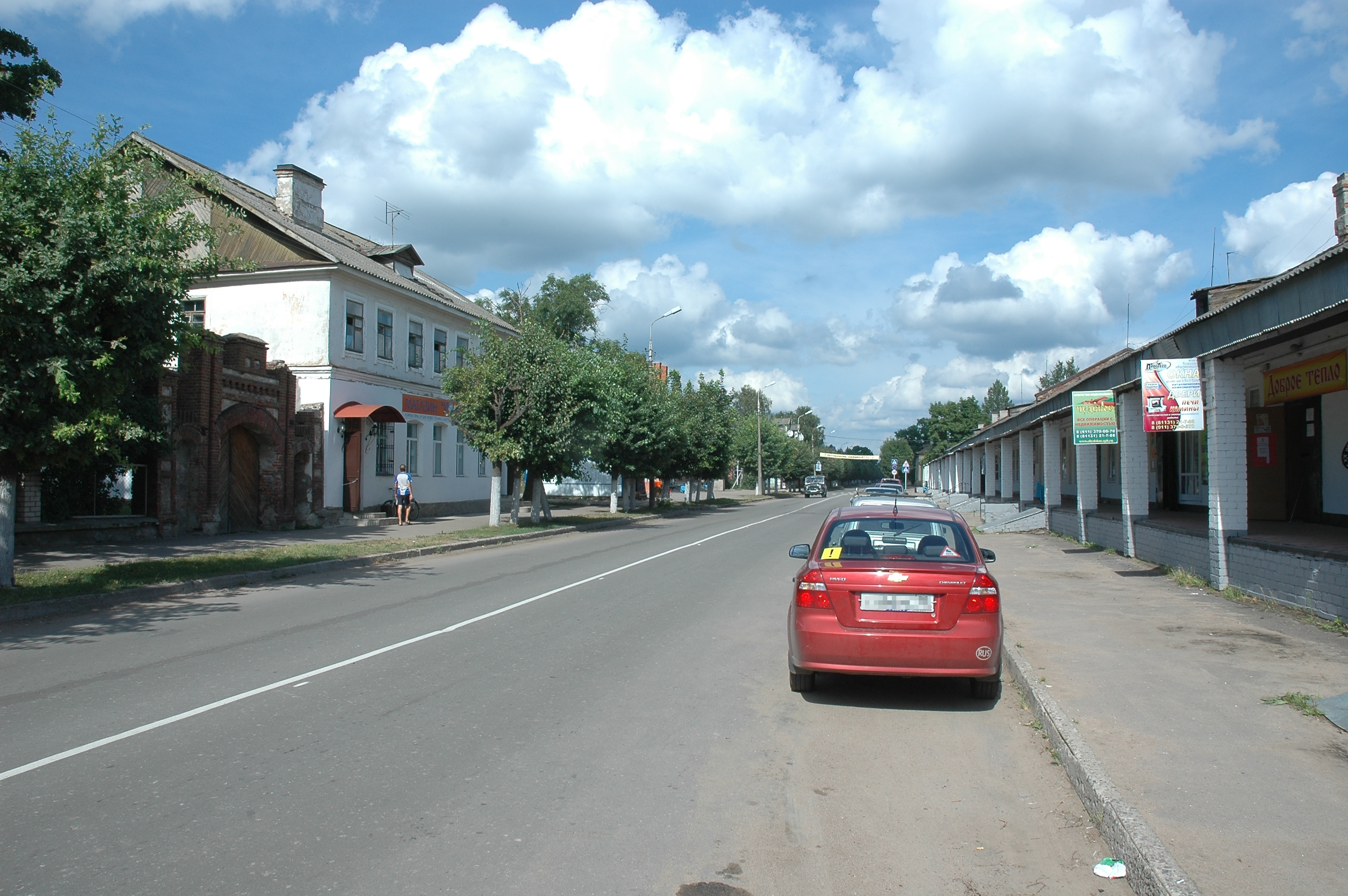
Центральна вулиця Гдова — вул. Карла Маркса

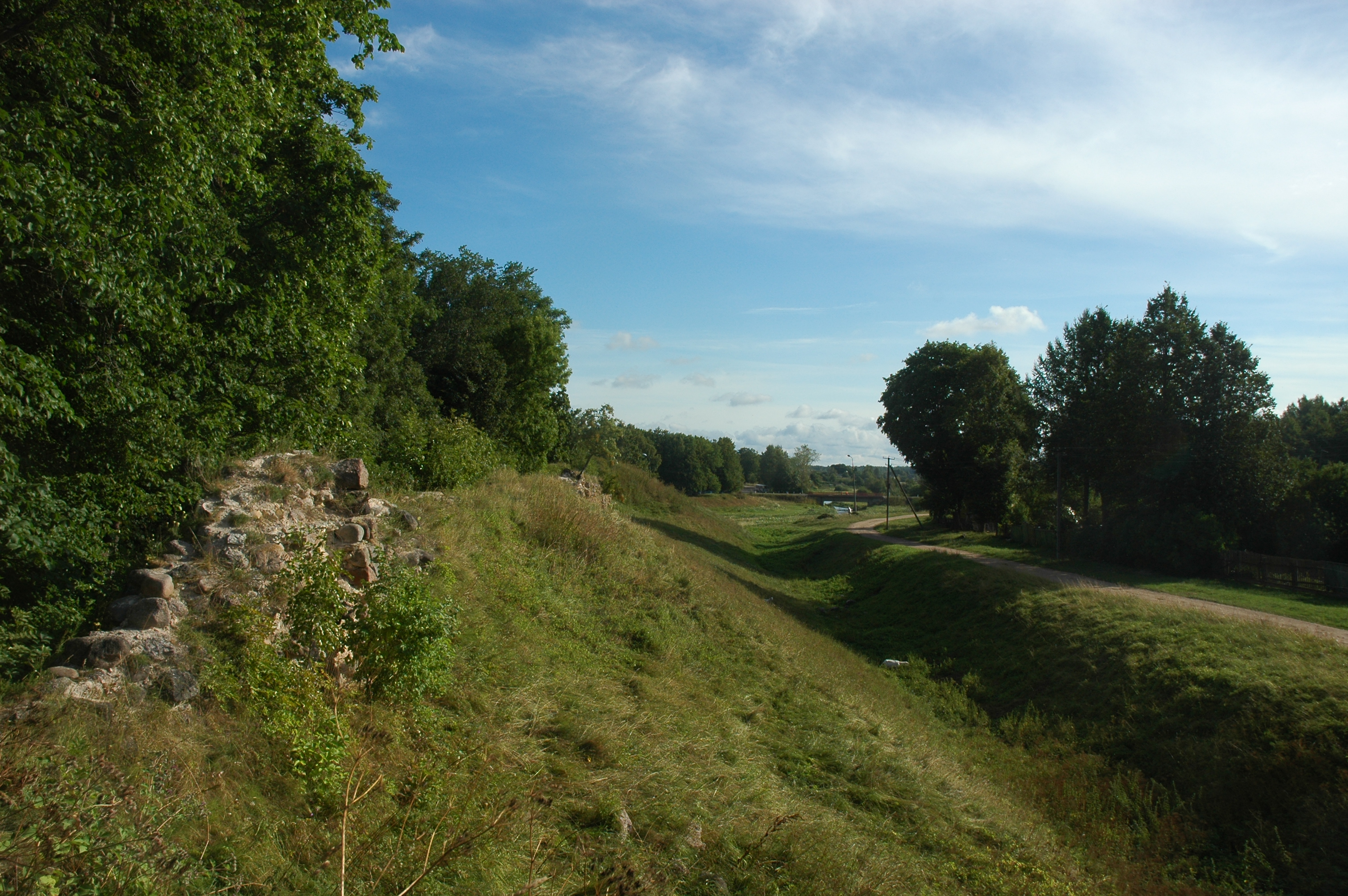
Руїни східної стіни Гдовського кремля

Гдов (ест. Oudova) — місто в Росії, адміністративний центр Гдовського району Псковської області.
Розташований на річці Гдовка, за 2 км від її впадіння в Чудське озеро, за 125 км на північ від Пскова. Приміські поїзди до Санкт-Петербурга.

## Історія
Перша згадка про Гдов датується 1323 роком. Кам'яна фортеця була заснована в 1431 році.
Гдовську фортецю брали в облогу німці в 1480 році (не взята), поляки під проводом Стефана Баторія в 1581 році (не взята), шведи в 1613-1614 роках, коли Густав II Адольф взяв фортецю в серпні 1614 року. В 1657 році під Гдовом відбулось одна з найважливіших битв російсько-шведської війни 1656—1658 років, у якій шведська армія графа Делагарді зазнала поразки від армії князя Івана Хованського.
Після Північної війни 1700—1721 років Гдов перестає бути прикордонною фортецею, втративши стратегічне значення.
З 1708 року — повітовий центр в складі Санкт-Петербурзької (Інгерманландської) губернії, з 1727 року — в складі Псковської провінції Новгородської губернії, з 1777 року — в складі Псковського намісництва, з 1781 року — знову в складі Санкт-Петербурзької губернії, з 1927 року — в Ленінградській області (в тому числі в 1935—1940 роках в Псковському окрузі Ленінградської області), з 1944 року — в складі Псковської області.
19 липня 1941 року Гдов був захоплений німецькими військами і сильно зруйнований. Звільнений партизанами і військами Ленінградського фронту під час Ленінградсько-Новгородської операції 4 лютого 1944 року.

## Населення
За переписом 1989 року, чисельність населення міста склала 6000осіб, за переписом 2002 року — 5171 осіб, за оцінкою на початок 2010 року — 4421 мешканець.
Чисельність населення Гдова (в тисячах осіб)
| Рік   | 1897 | 1926 | 1959 | 1979 | 1989 | 1992 | 2002 | 2009 | 2010 |
| ----- | ---- | ---- | ---- | ---- | ---- | ---- | ---- | ---- | ---- |
| К-сть | 2,1  | 3,4  | 3,7  | 4,5  | 6,0  | 5,9  | 5,1  | 4,5  | 4,4  |

## Економіка
- рибозавод
- овочеконсервний завод
- молочний завод
- хлібопекарня
- за 14 км від міста розташована військова авіабаза Смуравйово.

## Транспорт
Через місто проходить дорога загального призначення Р60. Вона сполучає Гдов з містами Сланці і Кінгісепп на півночі і з Псковом на півдні. Перевезення в сусідні міста здійснюються рейсовими автобусами, легковими або маршрутними таксі.
В місті діє залізнична станція Жовтневої залізниці, на лінії Веймарн — Гдов. Раз в день курсує дизель- електропоїзд за маршрутом Гдов — Санкт-Петербург.

## Пам'ятки архітектури
- Гдовський кремль